# 医用接地
医用接地（いようせっち）とは、患者の安全や医療用電子機器の安定した動作などのために行われる、接地である。医用接地は、JIS T 1022「病院電気設備の安全基準」に規定された医用接地方式に基づく、保護接地と等電位接地の総称である。

## 「病院設備の接地方式指針」による医用室の用途別基準
保護接地配線・等電位接地配線を施す。
- ヒス束心電図検査室
- 心臓カテーテル検査室
- ICU、CCU
- 麻酔室
- 手術室（手術準備室を含む）
- リカバリー室
- 分娩室

保護接地配線を施す。また、等電位接地配線を施すことが望ましい。
- 陣痛室
- 心電図検査室
- 脳波その他の生理検査室
- X線検査室、X線治療室（心血管造影検査室を除く）
- 内視鏡検査室
- 泌尿器科検査室
- 水療法室
- 物理療法室

保護接地配線を施す。
- 検体検査室
- 一般病室など

注）室名ではなく、実際の用途を考慮する。

## 地配の方法
保護接地
各室に医用接地センタを設け、そこに全ての電気機器の金属筐体を接続し、電気機器の不良による事故を防止する。
等電位接地
患者から2.5m以内の直接・間接に触れる恐れのある全ての電気機器と金属とを、各金属間の電気抵抗が0.1Ω以下になるよう、接地センタに集中接地することにより、すべての金属表面間の電位差を10mv以下に抑える。

## 保守管理など
- 医療用機器の安全な取り扱い方法をスタッフへ教育し、確実に行われているか確認する。
- 安全に配慮された機器のみを使用し、基準に従った保守点検を行う。
- 漏れ電流測定・接地線の接続確認などの定期点検を行い、不良箇所は確実に補修しておく。

## 患者の電撃事故
マクロショック
身体表面から心臓を通じて身体表面へ電流が流れることにより起こるショックである。心室細動を起こし死亡することがある。
ミクロショック
手術や検査の際に、心臓に直接電流が流れて起こるショックである。ごく弱い電流でも心室細動を起こし死亡することがある。